# Seznam kostelů a kaplí na Malé Straně

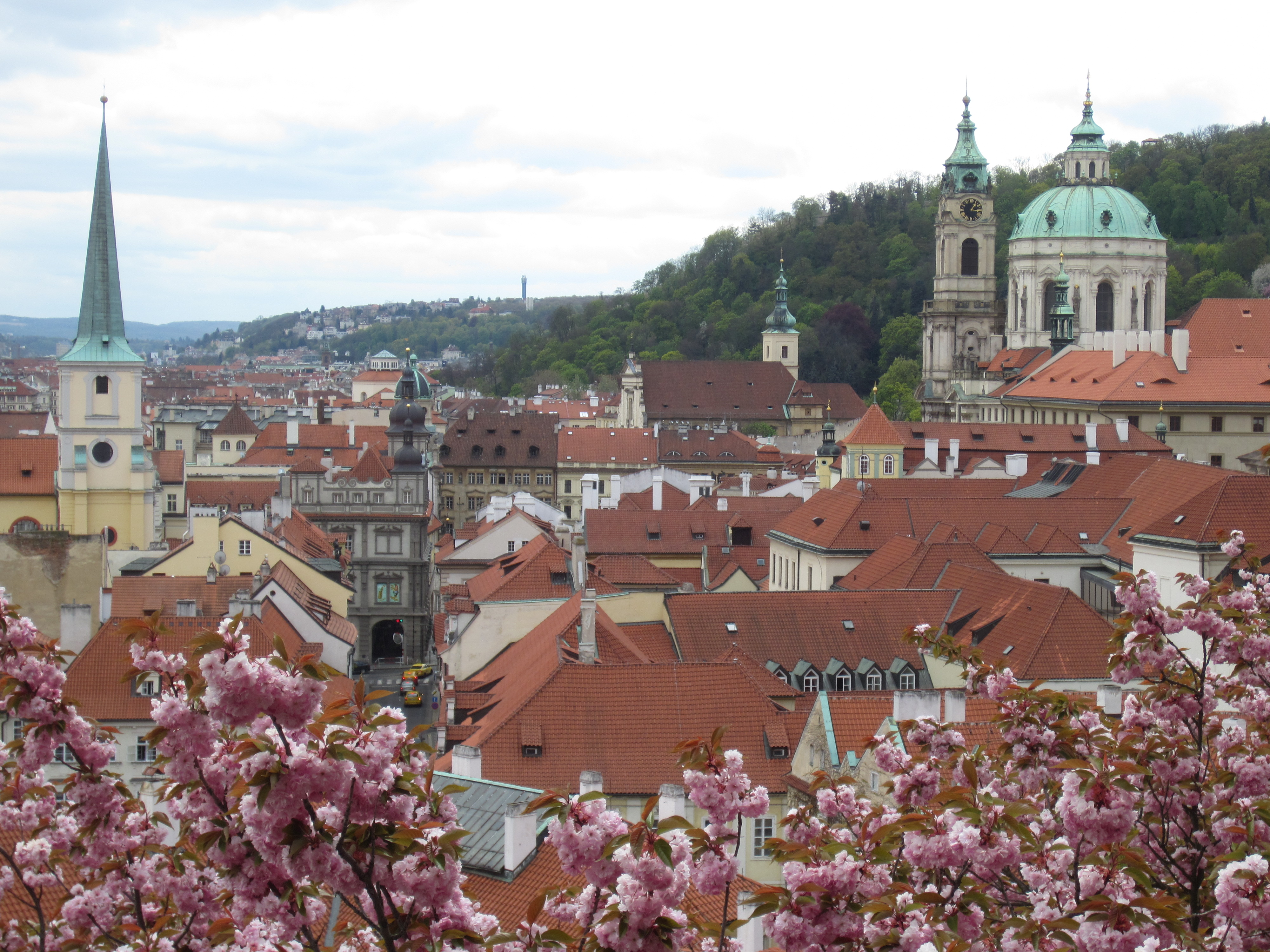
Věže malostranských kostelů

Seznam kostelů a kaplí na Malé Straně obsahuje existující i zaniklé kostely a kaple na území Malé Strany v Praze. Nezmiňuje starší kostely stejného zasvěcení stojící alespoň přibližně na místech jejich novějších následníků. 

## Kaple

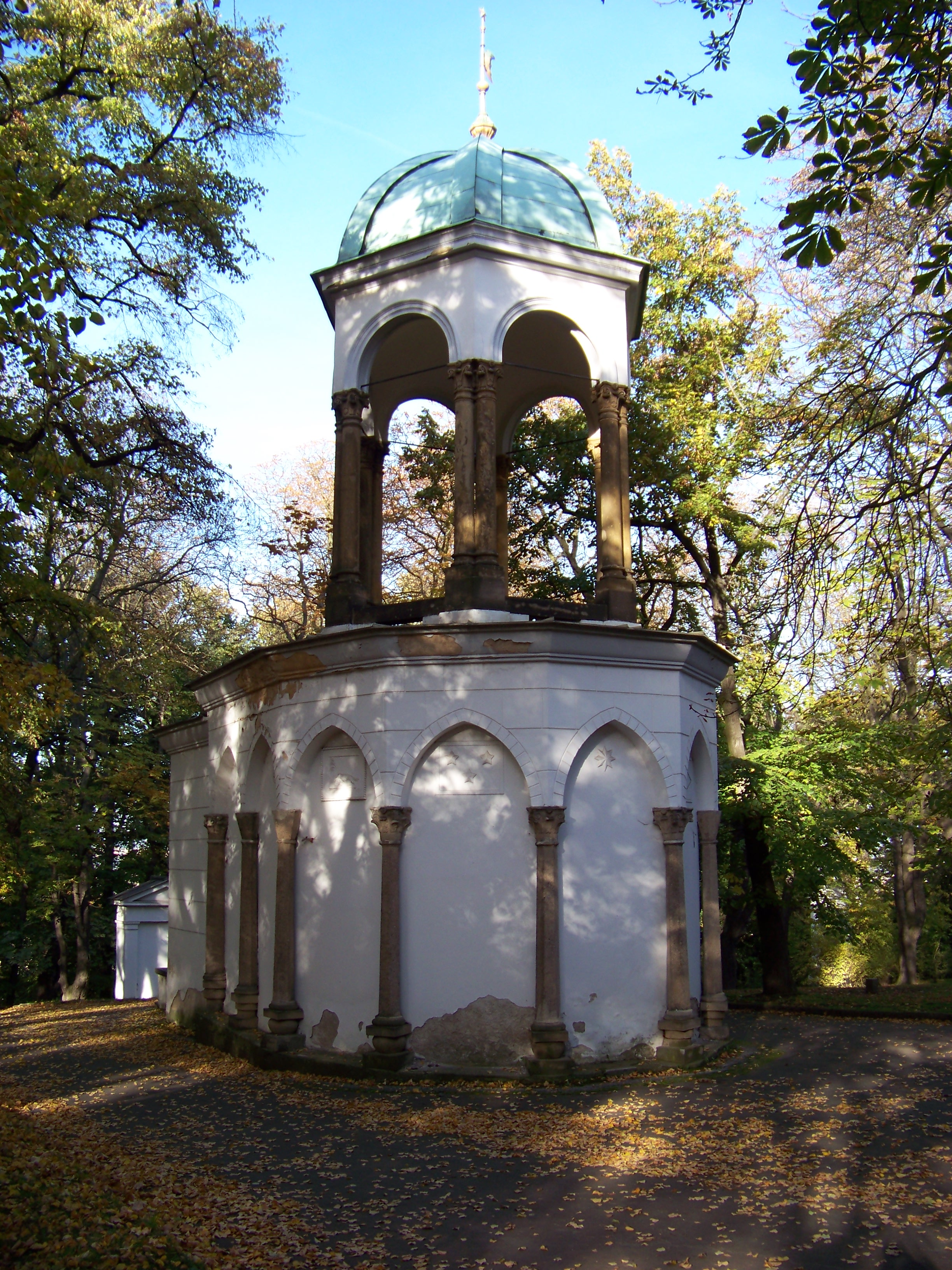
Kaple Božího hrobu na Petříně

- kaple Božího hrobu – Petřínské sady, součást křížové cesty
- Kaple Jezulátka – Seminářská zahrada
- Kaple Kalvárie – Petřínské sady, součást křížové cesty
- Kaple Křížové cesty na Petříně
- Kostel Panny Marie a svatého Karla Boromejského – Vlašská čp. 335 (Vlašský špitál)
- Kaple Panny Marie Einsiedelnské – (zaniklý) rampa Pražského hradu, na vrcholu Kajetánských teras
- Kaple Poslanecké sněmovny – ve Šternberském paláci[1]
- Kaple svatého Eliáše ve Vojanových sadech
- Kaple svatého Ignáce – na místě Strakovy akademie
- Kaple svatého Jana Nepomuckého ve Vojanových sadech
- kaple svaté Notburgy – Šporkova čp. 321 (na Jánském vršku)
- kaple svatého Petra – v Lužickém semináři
- Kaple svatého Rafaela – Klarův ústav na Klárově čp. 131
- kaple svaté Terezie z Ávily ve Vojanových sadech
- Kaple svatého Václava – Valdštejnský palác

## Kostely

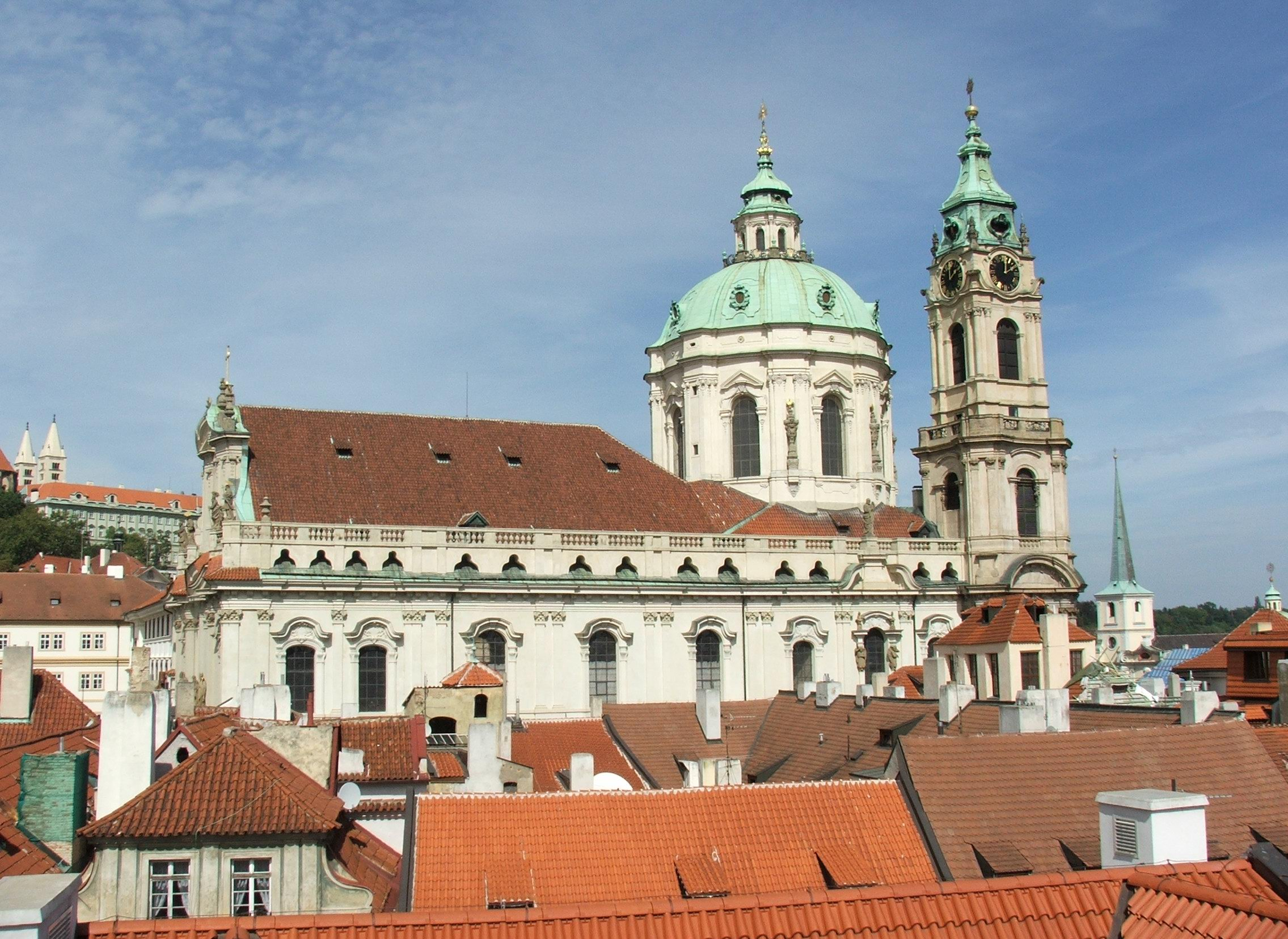
Kostel sv. Mikuláše, dominanta Malé Strany s charakteristickou kopulí a věží.

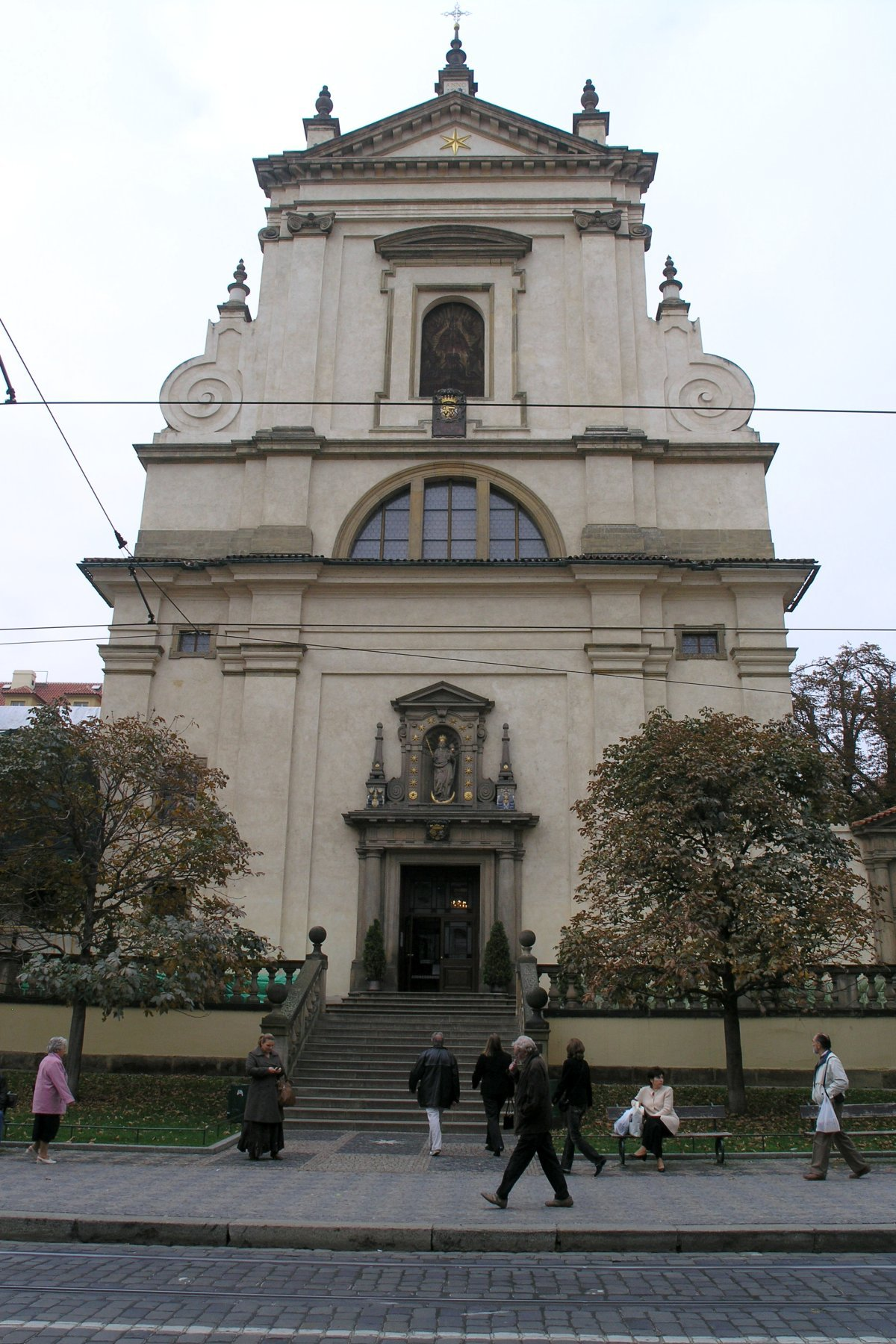
Kostel Panny Marie Vítězné, přezdívaný dle proslulé sošky U Pražského Jezulátka

- Kostel Mistra Jana Husa – Karmelitská ulice čp. 545
- Kostel Panny Marie pod řetězem – klášterní kostel řádu maltézských rytířů
- Kostel Panny Marie Vítězné a svatého Antonína Paduánského (U Jezulátka)
- Kostel Panny Marie Matky ustavičné pomoci (U Kajetánů)
- Kostel svatého Jana Křtitele Na prádle
- kostel svatého Jana Křtitele v Oboře – Šporkova čp. 322, původně ves Obora
- Kostel svatého Josefa
- Kostel svatého Karla Boromejského – Vlašská (kostel nemocnice sester boromejek)
- Kostel svaté Máří Magdalény – dříve kostel dominikánského kláštera dnes síldo Českého muzea hudby
- Kostel svatého Martina – Sněmovní čp. 176
- kostel svatého Matěje – Jánský vršek čp. 323
- kostel svatého Michala – Sněmovní čp. 171 (zaniklý)
- Kostel svatého Mikuláše
- kostel svatého Petra v Rybářích – bývalá ves Rybáře
- Kostel svatého Prokopa – Prokopská čp. 625
- Kostel svatého Tomáše – kostel augustiniánského kláštera
- Rotunda svatého Václava – (zaniklá), na jeho místě dnes stojí někdejší Profesní dům jezuitů
- Kostel svatého Vavřince v Petřínských sadech
- Kostel svatého Vavřince v Nebovidech, Hellichova čp. 553